# NGC 4350
NGC 4350 é uma galáxia lenticular (S0) localizada na direcção da constelação de Coma Berenices. Possui uma declinação de +16° 41' 36" e uma ascensão recta de 12 horas, 23 minutos e 57,8 segundos.
A galáxia NGC 4350 foi descoberta em 21 de Março de 1784 por William Herschel.